# Golfe nos Jogos Pan-Americanos de 2019 - Individual masculino
A categoria Individual masculino foi uma competição de golfe nos Jogos Pan-Americanos de 2019 disputada de 8 a 11 de agosto no Clube de Golfe de Lima em Lima, Peru.

## Calendário
Horário Local (UTC-5).
| Data         | Hora | Rodada   |
| ------------ | ---- | -------- |
| 8 de agosto  | 8:00 | Rodada 1 |
| 9 de agosto  | 8:00 | Rodada 2 |
| 10 de agosto | 8:00 | Rodada 3 |
| 11 de agosto | 8:00 | Rodada 4 |

## Medalhistas
| Ouro   | PAR Fabrizio Zanotti    |
| Prata  | GUA José Manuel Novales |
| Bronze | CHI Guillermo Hinke     |

## Resultados
O resultado final foi:
| Pos.              | Nome                  | País                     | Rodada 1 | Rodada 2 | Rodada 3 | Rodada 4 | Total     |
| ----------------- | --------------------- | ------------------------ | -------- | -------- | -------- | -------- | --------- |
| Medalha de ouro   | Fabrizio Zanotti      | PAR Paraguai             | 64       | 67       | 68       | 70       | 269 (−15) |
| Medalha de prata  | José Toledo           | GUA Guatemala            | 69       | 68       | 68       | 64       | 269 (−15) |
| Medalha de bronze | Guillermo Hinke       | CHI Chile                | 67       | 67       | 69       | 66       | 269 (−15) |
| 4                 | Brandon Wu (a)        | USA Estados Unidos       | 64       | 65       | 70       | 71       | 270 (−14) |
| 5                 | Luis Fernando Barco   | PER Peru                 | 67       | 68       | 68       | 69       | 272 (−12) |
| 6                 | Austin Connelly       | CAN Canadá               | 69       | 71       | 65       | 68       | 273 (−11) |
| 7                 | Miguel Ángel Carballo | ARG Argentina            | 68       | 65       | 71       | 70       | 274 (−10) |
| T8                | Juan Álvarez          | URU Uruguai              | 70       | 72       | 67       | 67       | 276 (−8)  |
| T8                | Santiago Gomez        | COL Colômbia             | 70       | 70       | 69       | 67       | 276 (−8)  |
| T8                | Julian Perico (a)     | PER Peru                 | 70       | 73       | 66       | 67       | 276 (−8)  |
| T8                | Manuel Torres         | VEN Venezuela            | 72       | 65       | 70       | 69       | 276 (−8)  |
| 12                | Raúl Cortes           | MEX México               | 72       | 67       | 67       | 71       | 277 (−7)  |
| 13                | Stewart Hagestad (a)  | USA Estados Unidos       | 65       | 73       | 70       | 70       | 278 (−6)  |
| T14               | Estanislao Goya       | ARG Argentina            | 70       | 70       | 72       | 67       | 279 (−5)  |
| T14               | Wolmer Murillo        | VEN Venezuela            | 70       | 70       | 70       | 69       | 279 (−5)  |
| T14               | Alexandre Nardy Rocha | BRA Brasil               | 70       | 69       | 73       | 67       | 279 (−5)  |
| T14               | Guillermo Pumarol     | DOM República Dominicana | 73       | 69       | 69       | 68       | 279 (−5)  |
| 18                | Daniel Gurtner (a)    | GUA Guatemala            | 68       | 70       | 73       | 69       | 280 (−4)  |
| 19                | Carlos Franco         | PAR Paraguai             | 71       | 69       | 71       | 72       | 283 (−1)  |
| 20                | Adilson da Silva      | BRA Brasil               | 75       | 71       | 71       | 67       | 284 (E)   |
| 21                | Juan Jose Guerra (a)  | DOM República Dominicana | 72       | 70       | 72       | 72       | 286 (+2)  |
| T22               | Ricardo Celia         | COL Colômbia             | 72       | 71       | 75       | 70       | 288 (+4)  |
| T22               | Edward Figueroa       | PUR Porto Rico           | 73       | 68       | 75       | 72       | 288 (+4)  |
| T22               | Gonzalo Rubio         | MEX México               | 80       | 70       | 67       | 71       | 288 (+4)  |
| 25                | Facundo Alvarez (a)   | URU Uruguai              | 70       | 71       | 77       | 73       | 291 (+7)  |
| 26                | José Miranda          | ECU Equador              | 71       | 74       | 73       | 75       | 293 (+9)  |
| T27               | Paul Chaplet (a)      | CRC Costa Rica           | 71       | 74       | 75       | 74       | 294 (+10) |
| T27               | José Méndez           | CRC Costa Rica           | 77       | 72       | 71       | 74       | 294 (+10) |
| T27               | Joey Savoie (a)       | CAN Canadá               | 70       | 75       | 76       | 73       | 294 (+10) |
| T30               | Felipe Aguilar        | CHI Chile                | 76       | 74       | 72       | 75       | 297 (+13) |
| T30               | Jean Louis Ducruet    | PAN Panamá               | 71       | 76       | 74       | 76       | 297 (+13) |
| 32                | Michael Mendez        | PAN Panamá               | 73       | 76       | 72       | 81       | 302 (+18) |

(a) denota um amador
As medalhas foram determinadas em uma eliminatória por morte súbita. Zanotti conquistou o ouro no primeiro buraco extra, enquanto  Toledo conquistou a prata no décimo primeiro buraco extra.